# Cumellopsis laevis
Cumellopsis laevis är en kräftdjursart som beskrevs av Jones 1984. Cumellopsis laevis ingår i släktet Cumellopsis och familjen Nannastacidae. Inga underarter finns listade i Catalogue of Life.